# アッシュ・ハリウッド

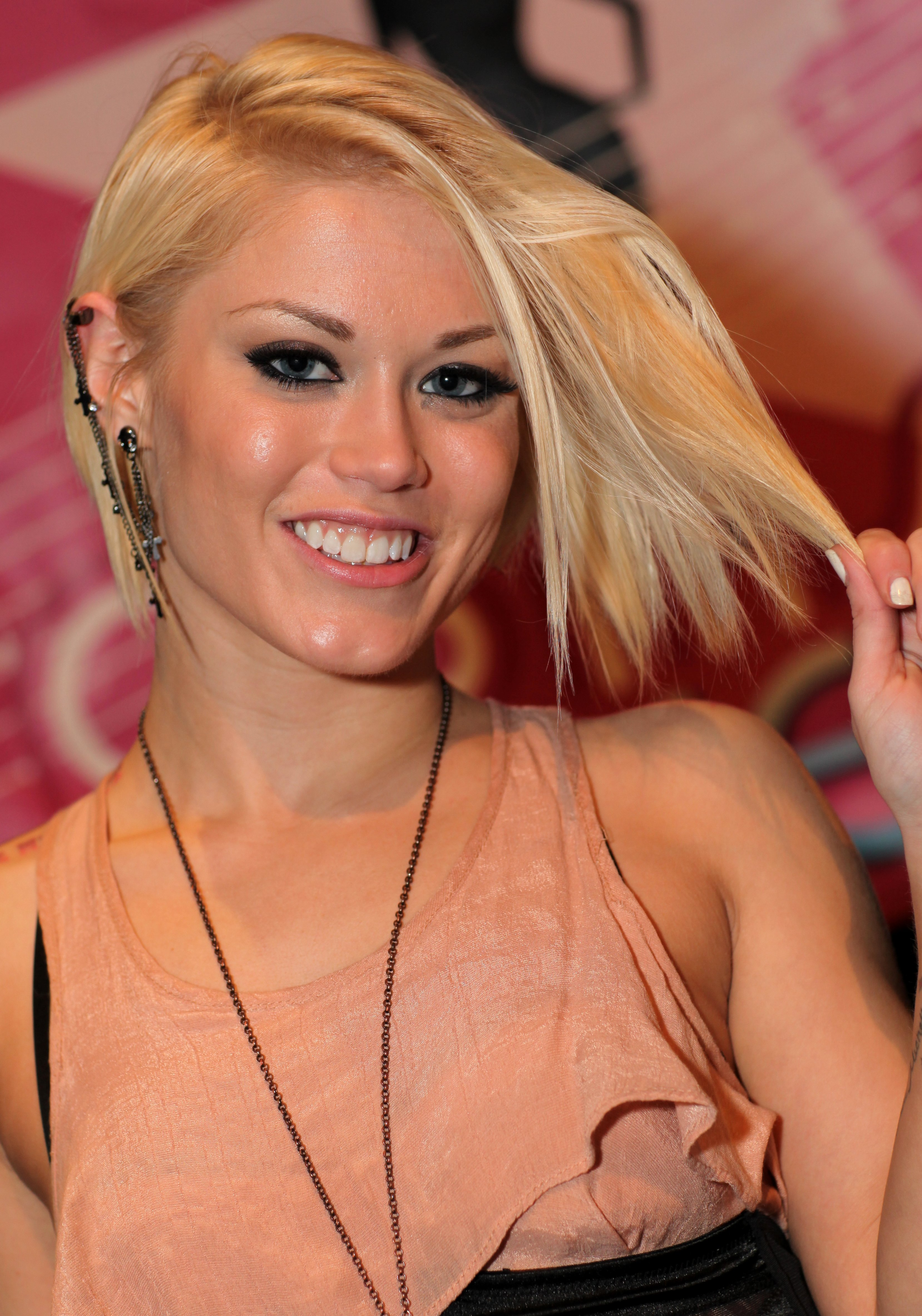
アッシュ・ハリウッド

アッシュ・ハリウッド（Ash Hollywood、1989年5月27日 - ）は、アメリカ合衆国のポルノ女優。アリゾナ州出身。